# Herrenhaus Tellow

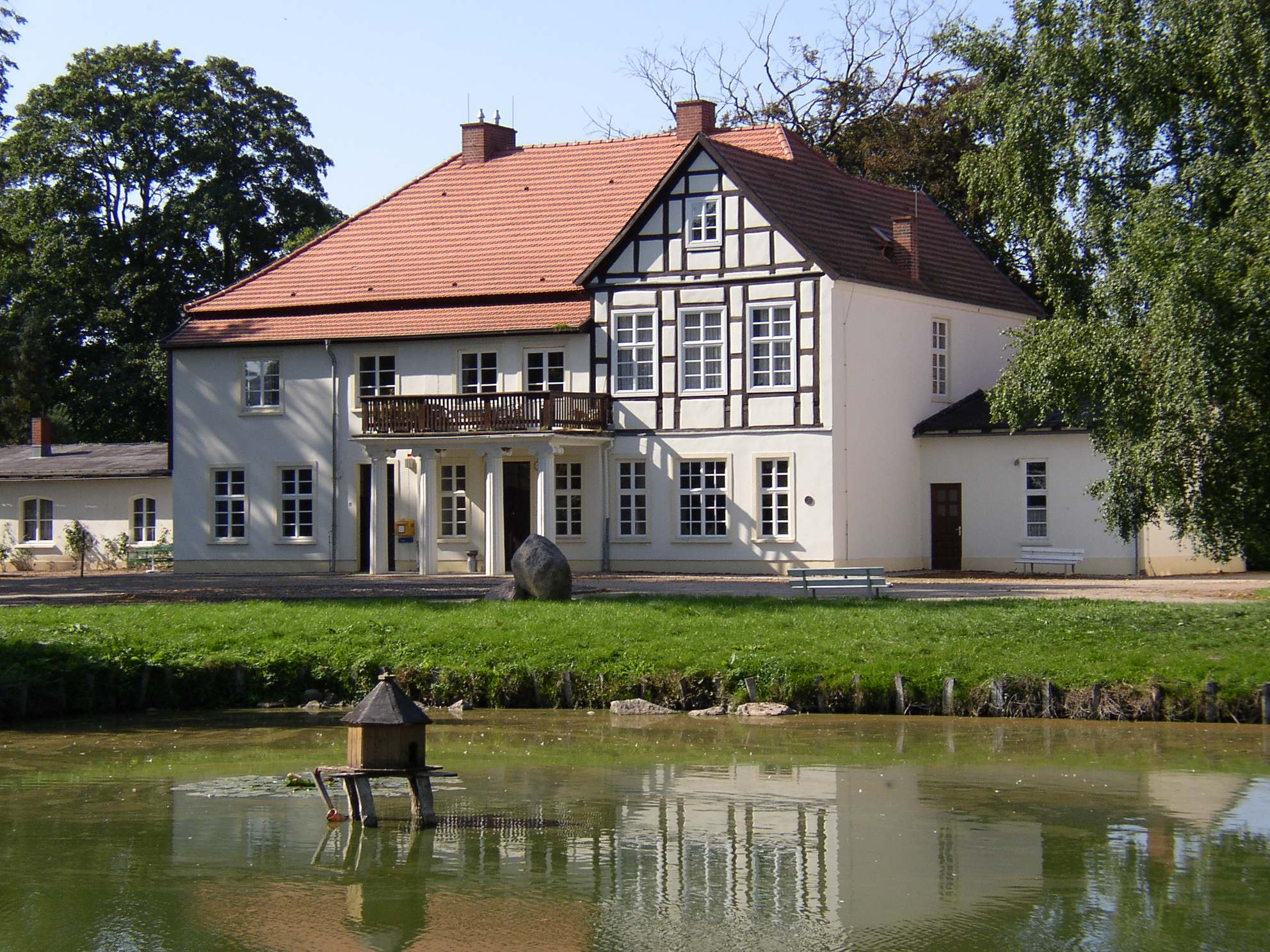
Herrenhaus Tellow

Das Herrenhaus Tellow befindet sich im Ortsteil Tellow innerhalb der heutigen Gemeinde Warnkenhagen im Landkreis Rostock des deutschen Bundeslandes Mecklenburg-Vorpommern.
Das Herrenhaus – sowie das vormals 465 ha große Gut Tellow insgesamt – werden sehr eng mit dem Agrarwissenschaftler und Musterlandwirt Johann Heinrich von Thünen verbunden, der hier von 1810 bis 1850 wohnte und wirkte.

## Besitzverhältnisse

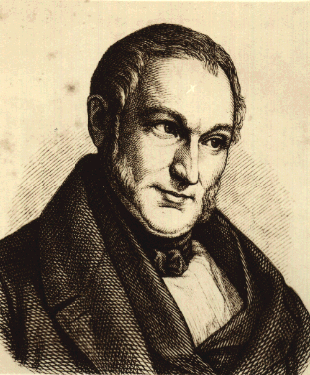
Haus- und Gutsherr Johann Heinrich von Thünen

Die historischen Besitzverhältnisse des um 1810 im Wesentlichen neu erbauten Herrenhauses Tellow stellen sich wie folgt dar:
- vor 1654 Familie von Lehsten
- 1654–1660 Ratsherr Clandrian
- 1660–1702 Familie von Bülow
- 1702–1703 Familie von Lehsten
- 1703–1755 Familie von Hein
- 1755–1766 Familie von Reuter
- 1766–1782 Familie von Kettenburg
- 1782–1790 Familie von Maydell
- 1790–1797 Familie von Plessen
- 1798–1807 Jacob Ernst Friedrich Berlin und Erben
- 1807–1810 Heinrich Schroeder
- 1810–1850 Johann Heinrich von Thünen

## Neuere Geschichte

### Heutige Nutzung

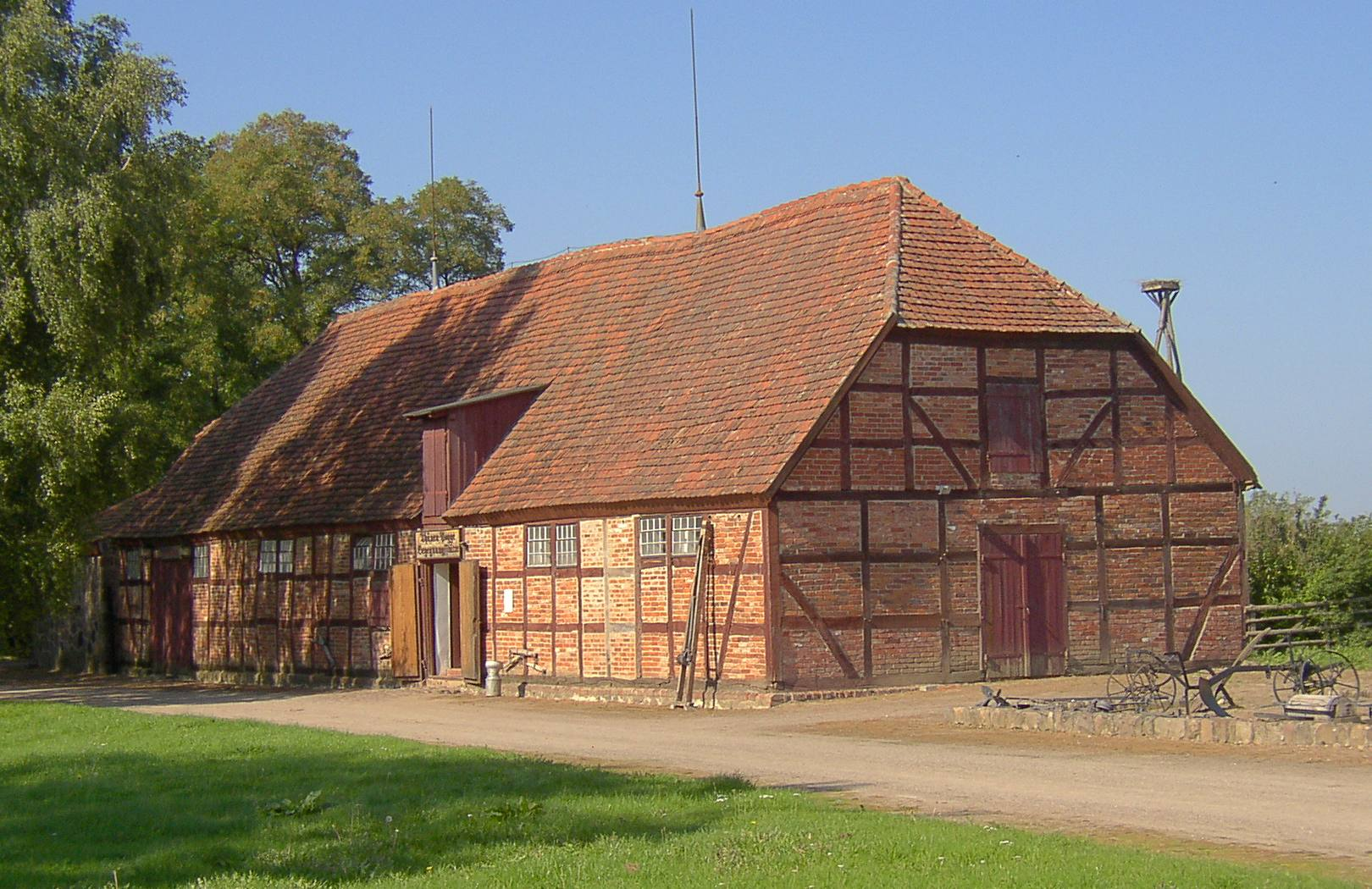
Ehemaliger Thünen Pferdestall, heute Thünen-Pogge-Begegnungsstätte

Im Jahr 1969 begannen der Matgendorfer Lehrer Rolf-Peter Bartz (1946–2025) und seine Schülergemeinschaft Natur- und Heimatforscher mit der Sanierung des vormaligen Gutsensembles zum schrittweisen Aufbau des heutigen Thünen-Museums. Von 1988 bis 1993 war das Thünen-Gut Kreismuseum, in der Trägerschaft des Kreises Teterow. Ab dem Jahr 1990 wurden weitere denkmalgeschützte Gebäude und Anlagen ausgebaut und die Thünengesellschaft e.V. in Tellow gegründet; das Museum gehörte von 1993 bis 1999 zur Kulturstiftung Teterower Kreis. Im Jahr 1999 erfolgte die Gründung der Thünengut Tellow gGmbH, die das Museum heute betreibt; zum Museumsensemble gehört auch ein eigener bewirtschafteter Landwirtschaftsbetrieb, von dessen Gewinnen das Thünen-Museum finanziell unterstützt wird.
Das Thünen-Museum-Tellow umfasst heute neun Gebäude und 20 ha Land.